# 1959年のル・マン24時間レース

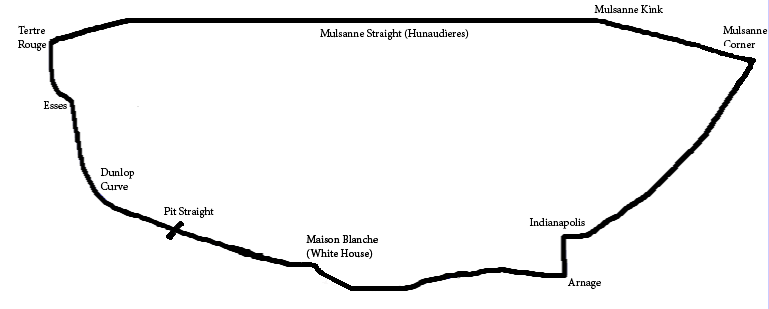
1959年のコース

1959年のル・マン24時間レース（24 Heures du Mans 1959 ）は、27回目のル・マン24時間レースであり、1959年6月20日から6月21日にかけてフランスのサルト・サーキットで行われた。

## 概要
出走したのは53台。イギリス車の出場が多く7種19台がエントリーした。
アストンマーティンから出場していたスターリング・モス/ジャック・フェアマン（Jack Fairman ）組は4号車のDBR1、シャシナンバーDBR1/3、エンジンナンバーRB6/300/1に乗って出場し、モスが1周目フェラーリを従えトップを走ったが、飛ばしすぎたのかエンジントラブルを起こしてリタイアした。
代わりにトップに立ったのはキャロル・シェルビー/ロイ・サルヴァドーリ（Roy Salvadori ）組のアストンマーティン・DBR1、5号車、シャシナンバーDBR1/2、エンジンナンバーRB6/300/6であったが、夜間に奇妙な振動に悩まされてピットインを余儀なくされ、一時フィル・ヒル/オリヴィエ・ジャンドビアン（Olivier Gendebien ）組のフェラーリ・250TR59、14号車にトップを明け渡した。
完走は13台。
キャロル・シェルビー/ロイ・サルヴァドーリ組のアストンマーティン・DBR1、5号車、シャシナンバーDBR1/2、エンジンナンバーRB6/300/6が24時間で4347.900kmを平均速度181.163km/hで走って優勝した。これは2023年現在に至るまで唯一のアストンマーティンの優勝になっている。2位もモーリス・トランティニアン/ポール・フレール組のアストンマーティン・DBR1の6号車、シャシナンバーDBR1/4、エンジンナンバーRB6/300/4で、予備車であったにもかかわらず24時間で4337.559kmを平均速度180.752km/hで走った。
| 順位 | クラス | 号車 | チーム                  | ドライバー                                      | シャシ                          | エンジン                                        | 周回数 |
| ---- | ------ | ---- | ----------------------- | ----------------------------------------------- | ------------------------------- | ----------------------------------------------- | ------ |
| 1    | S 3.0  | 5    | デイビッド・ブラウン    | - キャロル・シェルビー - ロイ・サルヴァドーリ   | アストンマーティン・DBR1/300    | アストンマーティン 2,992cc直列6気筒             | 323    |
| 2    | S 3.0  | 6    | デイビッド・ブラウン    | - モーリス・トランティニアン - ポール・フレール | アストンマーティン・DBR1/300    | アストンマーティン 2,992cc直列6気筒             | 322    |
| 3    | GT 3.0 | 11   | Equipe Nationale Belge  | - Jean Blaton - Leon Dernier                    | フェラーリ・250GT LWBクーペ     | フェラーリ 3.0リットルV型12気筒                 | 297    |
| 4    | GT 3.0 | 18   | NART                    | - André Pilette - George Arents                 | フェラーリ・250GTベルリネッタ   | フェラーリ 3.0リットルV型12気筒                 | 296    |
| 5    | GT 3.0 | 16   | - Fernand Tavano - NART | - Fernand Tavano - ボブ・グロスマン             | フェラーリ・250GTカルフォルニア | フェラーリ 3.0リットルV型12気筒                 | 294    |
| 6    | GT 3.0 | 20   | リノ・ファイエン        | - リノ・ファイエン - ジーノ・ムナロン           | フェラーリ・250GTベルリネッタ   | フェラーリ 3.0リットルV型12気筒                 | 293    |
| 7    | GT 2.0 | 29   | ラッド・レーシング      | - テッド・ホワイタウェイ - ジョン・ターナー     | ACカーズ・エース                | ブリストル 1,971cc直列6気筒                     | 273    |
| 8    | GT 1.5 | 41   | ウィリアム・S・フロスト | - ピーター・ラムスデン - ピーター・ライレー     | ロータス・エリートMk14          | コヴェントリー・クライマックス 1,221cc直列4気筒 | 270    |
| 9    | GT 750 | 46   | DB                      | - René Cotton - Louis Cornet                    | DB・HBR4                        | パナール 0.7リットル水平対向2気筒               | 258    |
| 10   | GT 1.5 | 42   | Border Reivers          | - サー・ジョン・ウィットモア - ジム・クラーク   | ロータス・エリートMk14          | コヴェントリー・クライマックス 1,221cc直列4気筒 | 257    |
| 11   | GT 750 | 45   | DB                      | - ベルナール・コンスタン - Paul Armagnac        | DB・HBR4                        | パナール 0.7リットル水平対向2気筒               | 247    |
| 12   | GT 750 | 44   | Sture Nottorp           | - Sture Nottorp - Gunnar Bengtsson              | サーブ・93スポーツ              | サーブ 0.7リットル直列3気筒2ストローク          | 232    |